# Elenco Records
A Elenco foi uma gravadora brasileira fundada em 1963 por Aloysio de Oliveira. De 1963 a 1966, o selo lançou mais de 60 Long-Plays e Cassetes de nomes importantes da Música Popular Brasileira como Tom Jobim, Vinicius de Moraes, Baden Powell, Sergio Mendes, João Donato, Dick Farney e Sylvia Telles, além das estreias de Edu Lobo e Nara Leão. A gravadora também investiu em veteranos, produzindo Dorival Caymmi, Maysa, Sylvia Telles e Lúcio Alves.
A gravadora foi vendida em 1968 para a Polygram do Brasil - Polygram Philips. Controlada por uma multinacional e já sem o comando de Oliveira, a Elenco foi fechada, definitivamente, em 1984.

## História

### Antecedentes
Quando Aloysio de Oliveira resolveu criar a gravadora Elenco, em 1963, ele já tinha uma experiência de 30 anos na música popular brasileira, como integrante do conjunto vocal Bando da Lua - com o qual viajou, em 1939, para os Estados Unidos, acompanhando Carmen Miranda.
Com a morte prematura de Carmen, ele voltou em 1956 ao Brasil para assumir a direção artística da gravadora Odeon, onde permaneceu até 1961. Sob seu comando em 1959, a Odeon produziu o disco fundamental da bossa nova, Chega de Saudade. Transferiu-se em seguida para a Philips Records, onde trabalhou por oito meses produzindo grandes álbuns com Maysa, Agostinho dos Santos e outros.
A Elenco foi uma resposta que o produtor pretendeu dar à Odeon, quando a gravadora dispensou alguns artistas muito ligados a ele, como Sylvia Telles e Sérgio Ricardo. Aloysio porém não tinha capital para montar a empresa. Naquela época, porém, o Brasil ainda vivia a euforia do governo desenvolvimentista de Juscelino Kubitschek, Aloysio então saiu em busca de recursos financeiros com amigos. Dois deles foram fundamentais na composição do capital inicial: Celso Frota Pessoa, padrasto de Tom Jobim, e Flávio Ramos, empresário da noite e proprietário de boates onde muitos artistas da então recente Bossa Nova se apresentavam. O passo seguinte foi o de encontrar a empresa para fabricar e distribuir discos, tarefas entregues à RCA Eletrônica Brasileira S.A.

### Conceito revolucionário
A gravadora Elenco ficou conhecida por ter lançado grandes títulos da MPB, e por criar uma nova linguagem para as capas dos LPs, um novo conceito que revolucionaria o mercado de discos nos anos 60. Aloísio de Oliveira trabalhou como free-lancer nos Estúdios Disney nos anos 40 e foi pensando no valor que os norte-americanos davam à imagem e, sobretudo, ao marketing, que fez da Elenco uma gravadora à frente de sua época.
Uma das sacadas de marketing de Aloysio era a promoção de encontros entre artistas que estrelariam os álbuns. Na mesma linha de Vinicius e Odete Lara, o produtor bolou encontros musicais entre Roberto Menescal, Sylvia Telles e Lúcio Alves, Edu Lobo e Tamba Trio, Baden Powell e Jimmy Pratt, entre outros.

### Legado
Os discos da gravadora Elenco foram importantes para a história da Bossa Nova e criaram uma identidade estética única. Em 2014, a Polysom, única fabricante de discos de vinil da América Latina em atividade até então, relançou cinco LPs da extinta gravadora. O box reúne três “categorias” marcantes da Elenco: encontros, como Caymmi Visita Tom (1964) e Vinicius e Odete Lara (1963); shows, como Vinicius e Caymmi no Zum Zum (1966); e estreias, como a de Nara Leão, em Nara (1964), e Bossa Nova York (1967), primeiro disco de Sergio Mendes nos Estados Unidos.

## LPs
Alguns LPs lançados pela Elenco:
- Baden Powell: À Vontade (1963)
- Baden Powell e Jimmy Pratt: Baden Powell Swings with Jimmy Pratt (1963)
- Lúcio Alves: Balançamba (1963)
- Sérgio Ricardo: Um Senhor Talento (1963)
- Roberto Menescal: A Bossa Nova De Roberto Menescal E Seu Conjunto (1963)
- Rosinha de Valença: Apresentando Rosinha de Valença (1963)
- Dorival Caymmi e Tom Jobim: Caymmi Visita Tom (1964)
- Nara Leão: Nara (1964)
- Tom Jobim: Antônio Carlos Jobim (1964)
- Vinicius de Moraes e Odette Lara: Vinicius e Odete Lara (1968)
- Maysa: Maysa (1964)
- Elis Regina: Elis Canta Edu (1964)
- Lennie Dale e Bossa Três: Um Show de Bossa (1964)
- Sylvia Telles, Lúcio Alves, Roberto Menescal e seu Conjunto: Bossa Session (1964)
- Lennie Dale e Sambalanço Trio: Lennie Dale e o Sambalanço Trio (1965)
- Nana Caymmi: Nana (1965)
- Vinicius de Moraes e Dorival Caymmi: Vinicius e Caymmi no Zum Zum (1966)
- MPB4: MPB4 (1966)
- Sylvia Telles, Edu Lobo, Trio Tamba, Quinteto Villa-Lobos: Reencontro (1966)
- Roberto Menescal e seu conjunto: Surfboard (1966)
- Aracy de Almeida — Samba é Aracy de Almeida (1966) Elenco ME-35
- Aracy de Almeida — Sabotagem no Morro/Três Apitos (1966) Elenco CE-25
- Odette Lara — Contrastes (1966) Elenco ME-38
- Lennie Dale: A Terceira Dimensão de Lennie Dale Com o Trio 3-D (1967)
- Sérgio Mendes: Bossa Nova York (1967)
- Tom Jobim e Sérgio Mendes: Antonio Carlos Jobim & Sérgio Mendes (1967)
- Maria Bethânia e Edu Lobo: Edu e Bethania (1967)

## Bibliografaria
- Montore, Marcello (2009). Elenco - A Cara da Bossa. [S.l.]: Editora Grifo. ISBN 9788598953076